# Шишано (Анкона)
Шишано (итал. Scisciano) насеље је у Италији у округу Анкона, региону Марке.
Према процени из 2011. у насељу је живело 48 становника. Насеље се налази на надморској висини од 265 м.